# Peperomia exilamenta
Peperomia exilamenta är en pepparväxtart som beskrevs av William Trelease. Peperomia exilamenta ingår i släktet peperomior, och familjen pepparväxter. Inga underarter finns listade i Catalogue of Life.